# Daniel Alvim
 Daniel Ferreira Alvim (São Paulo, 9 de maio de 1974) é um ator, diretor e produtor brasileiro.

## Carreira
Em 1997 estreava e destacava-se como ator nas Companhias Teatrais  Pessoal do Faroeste e  Bendita Trupe   onde atuou e produziu “Faroeste Caboclo” com direção de Paulo Faria e no elenco teve Beto Magnan i  e “Os Collegas” com direção de Johana Albuquerque. Contracenou em 2004 com as atrizes:Luana Piovani, Patricia Werneck e Isabel Lobo na peça “Alice no País das Maravilhas”  cujo diretor foi Ernesto Piccolo, sendo que no mesmo ano atuou em  “Dom Carlo” , ópera de cinco atos de Gioseph Verdi ,  esta dirigida por Gabriel Villela para o Theatro Municipal de São Paulo e em 2005 atuou em “Sossego e Turbulência no Coração de Hortência” com direção de Márcio Aurélio e trabalhou com as atrizes Denise Del Vecchio e Vanessa Goulart, além do ator Plínio Soares;  já em 2006 na peça  “Rapunzel”  cujo texto  foi de Walcyr Carrasco e direção de Marcelo Medeiros, contracenou com a atriz Mariana Hein, e neste mesmo ano, também trabalhou na peça “Leila Baby” , na qual o texto foi  Mário Bortolotto e com direção de Jairo Mattos.
No cinema atuou no filme  “ Reis e Ratos ”,  longa metragem  de co-direção e roteiro de Mauro Lima,  vivendo ao personagem chamado  Paulo Barracuda, um assassino profissional, contracenando com Rodrigo Santoro, Selton Mello, Cauã Reymond, Paula Burlamaqui, Seu Jorge e  Otávio Muller, uma história que se passa no ano de 1963, às vésperas do golpe militar, onde um funcionário do quinto escalão da CIA, apaixonado pelas belezas e prazeres brasileiros se desespera com a possibilidade de deixar o país, na tentativa de envolver o presidente em escândalos sexuais. e também atuou na produção argentina “ Amando A Carolina”, com roteiro e direção de Martin Viaggio.
No teatro dirigiu  “ Se Existe Eu Ainda Não Encontrei ” do inglês Nick Payne em 2017 tendo no elenco Helena Ranaldi , “ Quase Lá”, de Maurício de Barros em 2011 e “ Vida & Obra De Uma Tipo À Toa”, de Mário Viana no ano de 2006.
Atuou  ainda nos espetáculos : “Piedade” de Rogério Toscano, direção Johana Albuquerque e no elenco Leopoldo Pacheco e Jacqueline Obrigon em 2010,  “ Dias De Vinho E Rosas” de JP Miller e cuja direção foi de Fabio Assunção, trabalho rendeu-lhe a indicação ao Prêmio Shell  de 2016 na categoria de melhor ator, “ Vidas Privadas” (2014),de Noel Coward e com direção de José Possi Neto, “ No Quarto Ao Lado á” (2013), de Sarah Huhl e Maria Miss de Guimarães Rosa, estas dirigidas por Yara de Novaes, “ PAQUIDERME” (2017) de Daniel Farias,  em 2013 “O Casamento ”de Nelson Rodrigues, “ O Amante” (2010) de Harold Pinter com direção de Francisco Medeiros, “ Sua Excelência O Candidato” (2008) de Marcos Caruso e direção de Alexandre Reinecke,  “ Homem Das Galochas” de Hans Cristian Andersen sob direção de Vladimir Capella.

## Vida pessoal
Entre 2004 e 2008 foi casado com a atriz Mel Lisboa. No mesmo ano começou um relacionamento com Paula Burlamaqui, com quem permaneceu até novembro de 2009. De 2011 a 2012 namorou a atriz Débora Falabella. 
Em abril de 2015 iniciou um relacionamento amoroso com a atriz Helena Ranaldi. Em setembro, Helena mudou-se para sua casa, em São Paulo. O casal começou a produzir e dirigir peças teatrais juntos. 

## Filmografia

### Televisão
| Ano     | Título                   | Personagem       | Notas                              |
| ------- | ------------------------ | ---------------- | ---------------------------------- |
| 2004    | A Escrava Isaura         | Soldado Rosauro  |                                    |
| 2005    | Essas Mulheres           | Marcos Bicallo   | Episódio: "20 de outubro"          |
| 2006    | Cristal                  | Dário Duarte     |                                    |
| 2007    | Luz do Sol               | Danilo Alencar   |                                    |
| 2008    | Revelação                | Renan Fernandes  |                                    |
| 2009    | Vende-se um Véu de Noiva | Gustavo Baronese |                                    |
| 2012    | Balacobaco               | Bernardo         | Episódio: "12 de dezembro de 2012" |
| 2016    | Os Dez Mandamentos       | Rei Balaque      |                                    |
| 2016–18 | Carinha de Anjo          | Leonardo Lários  |                                    |
| 2019    | Sob Pressão              | Vicente          | 3ª Temporada                       |

### Cinema
| Ano  | Título                                  | Personagem            |
| ---- | --------------------------------------- | --------------------- |
| 2009 | Reis e Ratos                            | Paulo Barracuda       |
| 2018 | Amando a Carolina                       | Daniel                |
| 2018 | O Doutrinador                           | Fernando              |
| 2023 | A Menina Que Matou os Pais: A Confissão | Miguel von Richthofen |

## Teatro[19]
| Ano       | Título                                        | Notas                 |
| --------- | --------------------------------------------- | --------------------- |
| 1997      | Faroeste Caboclo                              | Atuação e Produção    |
| 2002      | Sem Memória                                   | Assistente de Direção |
| 2004      | Alice no País das Maravilhas                  |                       |
| 2004      | Dom Carlo                                     |                       |
| 2005      | Sossego e Turbulência no Coração de Hortência |                       |
| 2006      | Rapunzel                                      |                       |
| 2006      | Leila Baby                                    |                       |
| 2010      | Piedade                                       |                       |
| 2011      | O Amante                                      |                       |
| 2011      | Quase Lá                                      | Direção               |
| 2012      | Vida e Obra de um Tipo à Toa                  |                       |
| 2013-2014 | No Quarto ao Lado – O Espetáculo do Vibrador  |                       |
| 2015      | Dias de Vinho e Rosas                         |                       |
| 2015      | As Meninas                                    |                       |
| 2017–18   | Se Existe Eu Ainda Não Encontrei              | Direção               |
| 2019      | Cordel do Amor sem Fim                        |                       |
| 2022      | A vida passou por aqui                        |                       |